# Llonganissa de Pasqua
La llonganissa de Pasqua és un embotit típic del País Valencià, la Regió de Múrcia i de la comarca veïna del Maestrat aragonès. Està elaborada a base de magre de porc adobat amb diverses espècies, tenint una longitud d'uns 30 centímetres amb el gruix aproximat d'un dit consumint-se seca.

## Origen
La llonganissa de Pasqua té el seu origen en la tradició cristiana de no menjar carn durant la Quaresma, el període de quaranta dies que precedeix la Pasqua. Durant aquest temps, els llauradors aprofitaven per matar els porcs i elaborar els embotits, que deixaven assecar fins que arribava el diumenge de Pasqua, quan ja podien tornar a consumir carn. Així, la llonganissa de Pasqua era una forma de celebrar el final del dejuni i el començament d’un nou cicle vital.
La paraula llonganissa prové del llatí lucanica, que ja s'utilitzava amb el mateix significat que en l’actualitat. El seu nom fa referència a la Lucània, una regió de l’antiga Itàlia on es va originar aquest tipus d’embotit. En valencià, sembla haver-se fusionat el vell i oblidat mot luganega amb l’adjectiu llong, pel fet que sol ser un embotit de factura allargada i estreta.

## Elaboració
Este embotit està elaborat amb una massa feta de carn magra de porc (70-80%) i cansalada (20-30%), trinxada, condimentada amb sal, espècies (pebre, all, canyella i clau), pastada i embotida, sense temps d’espera, en budell natural de porc o de xai. En molts llocs, s'ha substituït el budell natural per un embolcall sintètic. La llonganissa de Pasqua es diferencia de la llonganissa normal per ser més llarga i estreta, i per tenir un gust més natural i suau, on es distingeixen clarament els tocs d’espècies.
Es deixa assecar durant uns 15 dies, amb la qual cosa està més tendra que un altre tipus de llonganisses curades. Així i tot, la seua consistència és ferma i carnosa. Es presenta amb un color rosaci i un aspecte rugós. Durant el procés de repòs és habitual que es formin unes taques blanques que el recobreixen, que són degudes al creixement de fongs benignes que contribueixen a la seua maduració i sabor.

## Consum
Com el seu nom indica si bé ara és possible consumir-la durant tot l'any, aquesta llonganissa era un aliment típic de la Pasqua ja que després del període de quaresma l'església permetia tornar a consumir carn. En aquest període del temps és un costum típic valencià sortir a berenar al camp a envolar la milotxa pel que la llonganissa de pasqua, al no necessitar ser cuinada, era un aliment ideal. Al costat de la llonganissa de pasqua, el menú del berenar era completat amb una mona, una massa de pa redona, de tipus bescuit però un poc més consistent i amb una dolçor mitjana, que se sol coure al forn amb un ou cuit al centre, que és costum trencar en el front d'algun conegut. La mona i la llonganissa de Pasqua formen part dels aliments que es beneeixen el diumenge de Pasqua a les esglésies, i que després es comparteixen en família o amb els padrins.